# Woodstock (Vermont)
Woodstock é uma cidade do condado (sede do condado) de Windsor, Vermont. Até o censo de 2010, a população da cidade era 3.048 habitantes. Inclui as aldeias de South Woodstock, Taftsville e Woodstock.

## História
Fretada pelo governador de New Hampshire, Benning Wentworth, em 10 de julho de 1761, a cidade era uma Concessão de New Hampshire para David Page e outros 61. Foi nomeado após Woodstock em Oxfordshire, Inglaterra, como uma homenagem ao Palácio de Blenheim e seu proprietário, George Spencer, 4.º Duque de Marlborough. A cidade foi fundada em 1768 por James Sanderson e sua família. Em 1776, o major Joab Hoisington construiu um moinho, seguida por uma serraria, no ramo sul do rio Ottauquechee. A cidade foi constituída em 1837.
Embora a Revolução abrandasse a colonização, Woodstock se desenvolveu rapidamente quando a guerra terminou em 1783. A Assembléia Geral de Vermont se reuniu aqui em 1807 antes de mudar o próximo ano para a nova capital em Montpelier. Cachoeiras no rio Ottauquechee forneciam energia hídrica para operar as usinas. Fábricas produziam foices e machados, máquinas de cardar e lã. Havia uma oficina de máquinas e armeiros. Os fabricantes também produziram móveis, artigos de madeira, caixilhos de janelas e persianas. Carruagens, arreios, selas, malas e artigos de couro também foram fabricados. Em 1859, a população era de 3.041. A Ferrovia de Woodstock abriu em White River Junction no dia 29 de setembro de 1875, transportando cargas e turistas. O Woodstock Inn foi inaugurado em 1892.
A Revolução Industrial ajudou a cidade a prosperar. A economia agora é amplamente impulsionada pelo turismo . Woodstock possui a 20ª renda per capita mais alta das cidades de Vermont, conforme relatado pelo Censo dos Estados Unidos, e uma alta porcentagem de casas pertencentes a não residentes. A praça central da cidade, chamada Green, é cercada por casas restauradas tardias do estilo georgiano, federal e grego. O custo dos imóveis no distrito adjacente ao Green está entre os mais altos do estado.[carece de fontes?] A presença sazonal de ricos proprietários de residências secundárias de cidades como Boston e Nova York contribuiu para a vitalidade econômica e meios de subsistência da cidade, enquanto ao mesmo tempo diminuía sua acessibilidade aos Vermonters nativos.[carece de fontes?]

A cidade mantém um serviço de internet wi-fi gratuito (pago através de impostos) da comunidade que cobre a maior parte da vila de Woodstock, apelidada de "Wireless Woodstock". 

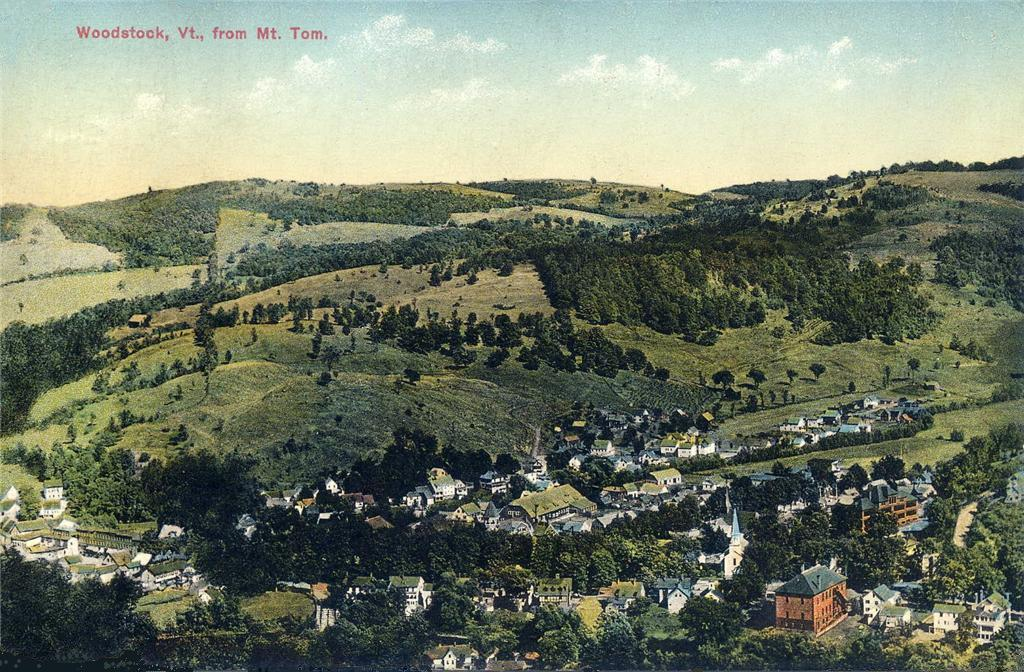
Aldeia do Monte Tom em 1913
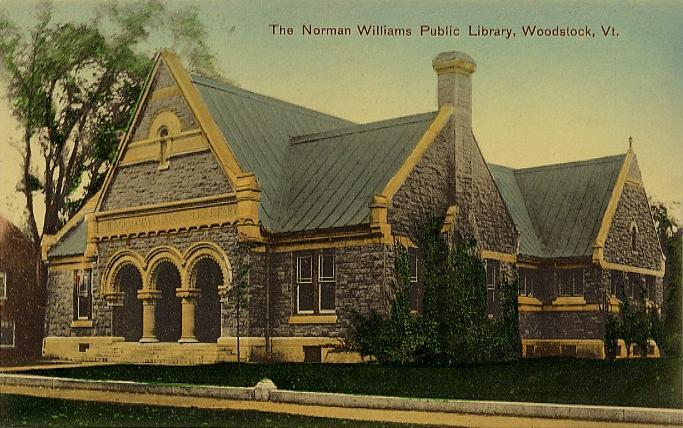
Biblioteca Pública Norman Williams c. 1910, construído em 1883-1884
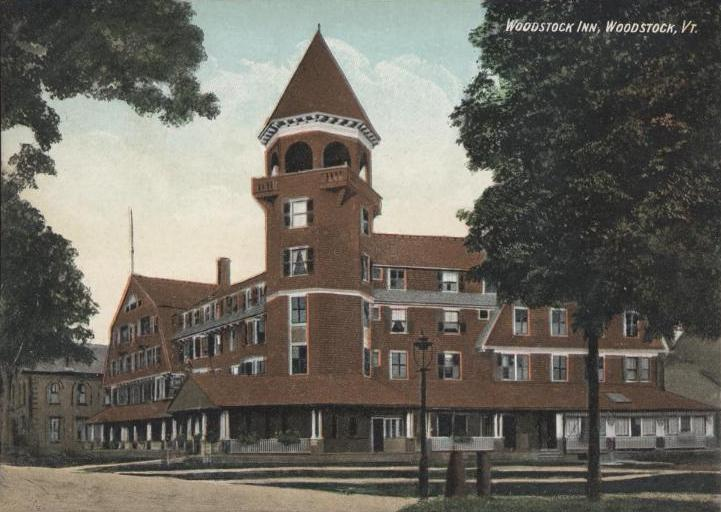
Original Woodstock Inn em 1907, aberto de 1892 até o final dos anos 1960

## Layout e design
Em sua Vida na cidade: expectativas urbanas em um novo mundo, o autor e arquiteto canadense Witold Rybczynski analisa extensivamente o layout da cidade e as regras informais e não escritas que a determinaram. De acordo com Rybczynski:
O plano geral parece ter sido ditado pelo local: um vale estreito e plano cercado pela curva do rio Ottauqueechee de um lado e um pequeno riacho do outro. O verde era estendido longitudinalmente na península estreita entre o rio e o riacho, permitindo que muitas parcelas tivessem jardins nas traseiras correndo até a margem do rio. ...

Os construtores de Woodstock estavam cientes de que edifícios importantes precisavam de locais importantes. A igreja episcopal está à frente do verde, a metodista mais abaixo, e a igreja congregacionalista fecha artisticamente a vista da Rua Pleasant, onde termina na Rua Elm. ... O orgulho do lugar, no verde, é compartilhado por casas particulares, de um lado, e o tribunal e o Eagle Hotel, do outro. Lojas, bancos, correios e outras empresas estão localizadas em duas ruas adjacentes, mas na verdade não estão no verde. Esse é um tipo sutil de design urbano, mas é o design, o design que procede não de um plano mestre predeterminado, mas do processo de construção em si. Uma estrutura aproximada é estabelecida, com construtores individuais se adaptando à medida que avançam. Se o planejamento parisiense da maneira grandiosa pode ser comparado à música sinfônica cuidadosamente pontuada, a cidade da Nova Inglaterra é como ... um jazz muito restrito. ... Como no jazz, envolve improvisação e, como no jazz, isso não significa que o resultado seja acidental ou que não haja regras.
O autor continua explicando algumas das regras informais, como que os prédios ficam próximos à calçada, no caso de empresas, ou 10 a 14 pés para casa; que as parcelas são geralmente profundas e estreitas, mantendo as fachadas das ruas aproximadamente equivalentes; edifícios comerciais ficam lado a lado, com apenas edifícios importantes com uma função pública - a biblioteca ou o tribunal, por exemplo - sendo objetos independentes. Rybczynsk ressalta que não há zoneamento em Woodstock, e "edifícios com funções diferentes estavam sentados - e ainda hoje estão - lado a lado nas mesmas ruas", com exceções práticas, como o matadouro e a usina a gás.
Os Rockefellers tiveram um enorme impacto no caráter geral da cidade como ela existe hoje. Eles ajudaram a preservar a arquitetura do século XIX e a atmosfera rural.     Eles construíram o Woodstock Inn, um ponto central para a cidade. Laurance e Mary French Rockefeller também tiveram as linhas de energia da vila enterradas no subsolo. Para proteger suas vistas da linha do sul, a cidade adotou uma portaria criando um Distrito Scenic Ridgeline para proteger a estética e as vistas da cidade. Foi atualizado em 2007.

Woodstock foi nomeada "A Cidade Pequena Mais Bonita da América" pela revista Ladies Home Journal e, em 2011, North e South Park Street e um quarteirão da Elm Street ganharam um prêmio de grande paisagem urbana pela Associação Americana de Planejamento, na categoria "Grandes Lugares da América". A APA analisa a forma e a composição das ruas, o caráter e a personalidade das ruas, o ambiente geral das ruas e as práticas sustentáveis.

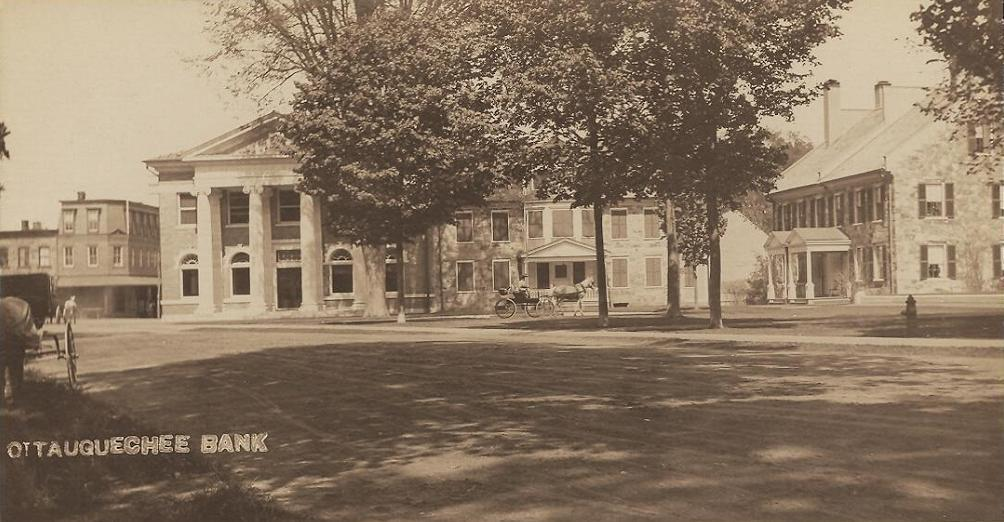
Centro da cidade c. 1905
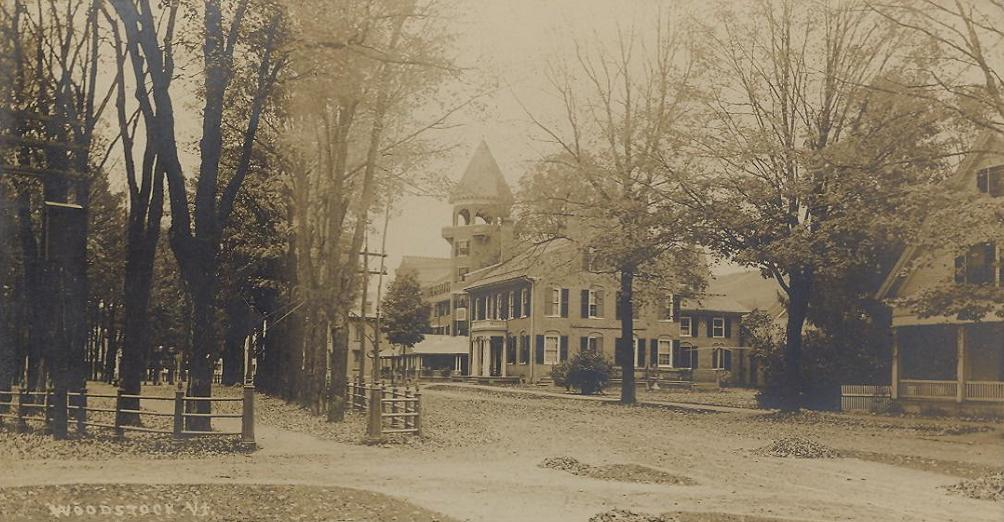
Cena de rua em 1906
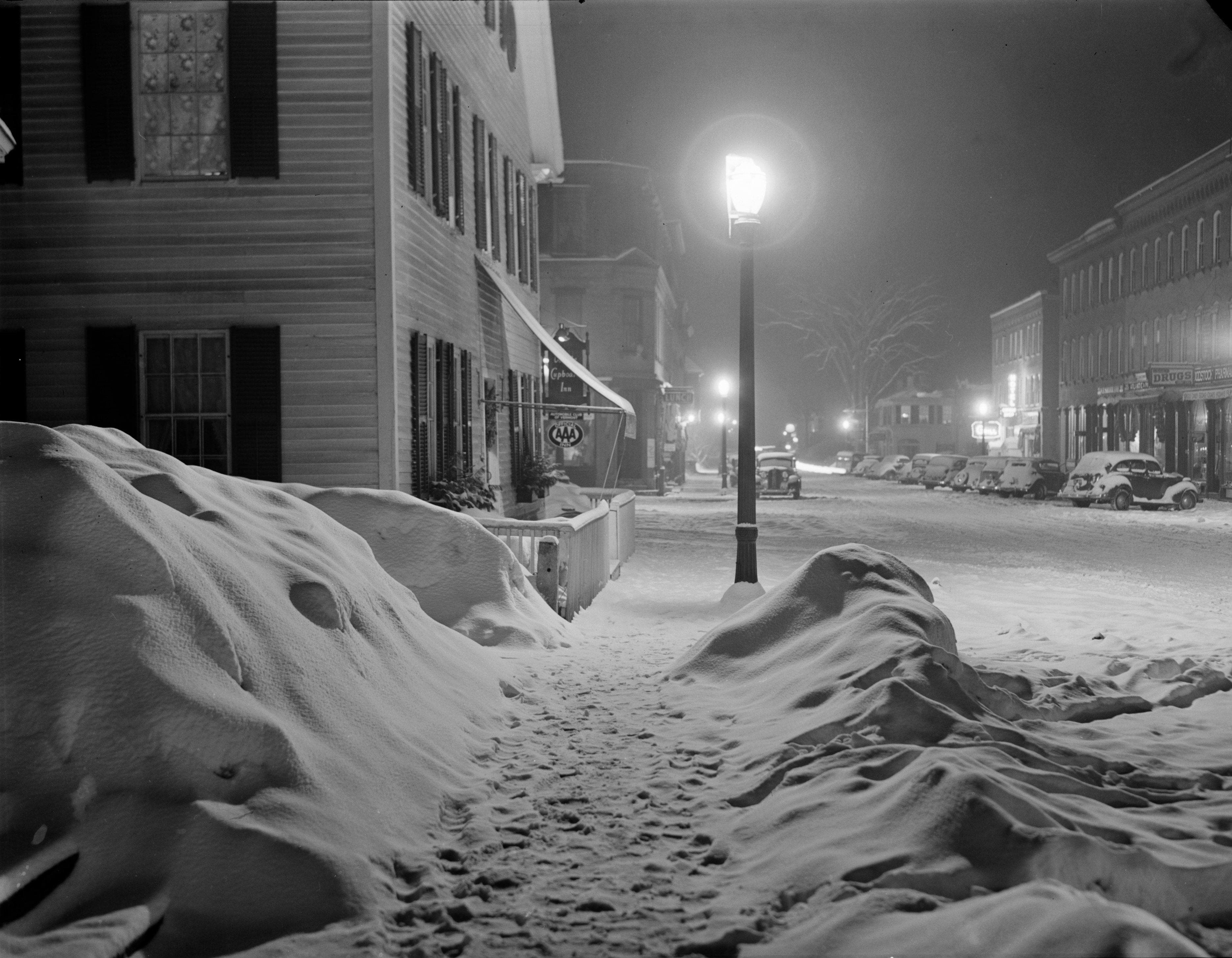
Noite de neve em 1940

De acordo com o Departamento de Censo dos Estados Unidos, a cidade tem uma área total de 44.6 milhas quadradas (115.6 km²), dos quais 44.4 milhas quadradas (114.9 km²) é terra e 0.27 milhas quadradas (0.7 km²), ou 0,63%, é água. O rio Ottauquechee corre pela cidade.
Woodstock é atravessada pela U.S. Route 4, Vermont Route 12 e Vermont Route 106. A Interestadual 89 não passa pela cidade, é servida pela saída 1 na vizinha Quechee . Faz fronteira com a cidade de Pomfret ao norte, Hartford ao nordeste, Hartland ao leste, Reading ao sul e Bridgewater ao oeste.
Woodstock fica a três horas de carro de Boston e fica a 250 milhas (400 km) de distância de Nova Iorque. É facilmente acessível de carro ou avião aos aeroportos de Rutland ou Líbano. A Vermont Translines opera uma rota diária de ônibus entre Rutland e Líbano, com parada em Woodstock ao longo do caminho. Os centros de transporte público regular mais próximos estão na Junção de White River (12 milhas (19 km) leste) e Rutland (48 milhas (77 km) oeste).

### Clima
Essa região climática é caracterizada por grandes diferenças sazonais de temperatura, com verões quentes a quentes (e freqüentemente úmidos) e invernos frios (às vezes severamente frios). De acordo com o Sistema de Classificação Climática de Köppen, Woodstock possui um clima continental úmido, abreviado "Dfb" nos mapas climáticos.

## Dados demográficos
Até o censo de 2010, havia 3.048 pessoas, 1.388 famílias e 877 famílias residentes na cidade. A densidade populacional era de 72,6 pessoas por milha quadrada (28,0/km2). Havia 1.775 unidades habitacionais a uma densidade média de 39,9 por milha quadrada (15,4/km2). A composição racial da cidade era de 98,08% de brancos, 0,40% de negros ou afro-americanos, 0,22% de americanos nativos, 0,62% de asiáticos, 0,25% de outras raças e 0,43% de duas ou mais raças. Hispânico ou Latino de toda a raça eram 0.80% da população.
Havia 1.388 domicílios, dos quais 26,4% tinham filhos menores de 18 anos vivendo com eles, 52,7% eram casais que moravam juntos e se uniram em casamento ou união civil, 8,1% tinham uma mulher sem marido presente e 36,8% tinham não famílias. 29,7% de todos os domicílios eram constituídos por indivíduos e 11,3% possuíam alguém que morava sozinho, com 65 anos ou mais. O tamanho médio da família era 2,24 e o tamanho médio da família era 2,79.
Na cidade, a população estava espalhada com 20,7% abaixo dos 18 anos, 4,9% entre 18 e 24 anos, 23,9% entre 25 e 44, 31,7% entre 45 e 64 e 18,8% com 65 anos ou mais. A idade média foi de 45 anos. Para cada 100 mulheres, havia 94,0 homens. Para cada 100 mulheres com 18 anos ou mais, havia 90,6 homens.
A renda mediana para uma casa na cidade era de US$ 47.143, e a renda mediana para uma família era de US$ 57.330. Os homens tiveram uma renda mediana de US$ 33.229 contra US$ 26.769 para as mulheres. A renda per capita da cidade era de US$ 28.326. Cerca de 4,3% das famílias e 6,4% da população estavam abaixo da linha da pobreza, incluindo 8,3% das pessoas com menos de 18 anos e 3,7% das pessoas com 65 anos ou mais.

## Artes e cultura

### Eventos culturais anuais
- O fim de semana anual da colheita no The Billings Farm and Museum é realizado em outubro e inclui atividades como abelha descascadora, dança de celeiro e colheita do século XIX.[16][17]
- A Regata de Convites da Copa do Ouro de Woodstock é um evento de 3 dias realizado durante o verão em Woodstock para comemorar o histórico legado de rafting da cidade.

### Turismo
A Fazenda e Museu Billings é uma atração turística local. A terra e a fazenda eram de propriedade de Laurance Rockefeller e sua esposa Mary French Rockefeller. A fazenda e o museu incluem uma fazenda de gado leiteiro e uma fazenda restaurada em 1890.

## Parques e recreação
O Parque Histórico Nacional Marsh-Billings-Rockefeller está localizado em Woodstock e é a única unidade do Sistema Nacional de Parques dos Estados Unidos em Vermont (exceto a Appalachian Trail). O parque preserva o local onde Frederick Billings estabeleceu uma floresta gerenciada e uma fazenda de gado leiteiro progressiva.

## Educação
Woodstock é atendida pela Woodstock Elementary School e Woodstock Union High School & Middle School. As escolas fazem parte da União de Supervisão Central de Windsor.

## Governo local

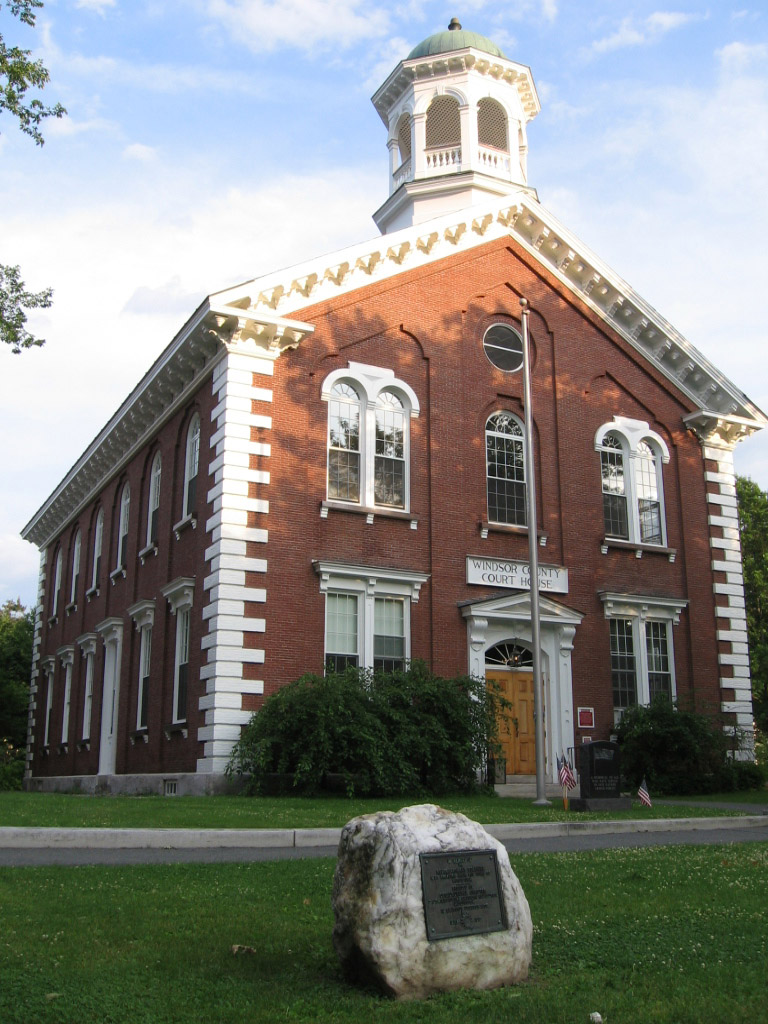
Tribunal do Condado de Windsor

## Pessoas notáveis
- Fred C. Ainsworth, cirurgião do Exército dos EUA e ajudante geral[24]
- Ivan Albright, artista[25]
- Charles Stimets, gerente da primeira cidade de Woodstock
- Benjamin Allen, político[26]
- Nicholas Baylies, juiz associado do Supremo Tribunal de Vermont[27]
- Franklin S. Billings, 60º governador de Vermont[28]
- Franklin S. Billings, Jr., juiz[29]
- Frederick H. Billings, advogado, financiador e presidente da ferrovia
- Keegan Bradley, jogador de golfe da PGA Tour[30]
- Richard M. Brett, conservacionista e autor[31]
- Sylvester Churchill, jornalista[32]
- Jacob Collamer, político[33]
- Philip Cummings, professor de assuntos mundiais
- Thomas M. Debevoise, Procurador Geral de Vermont, Decano da Faculdade de Direito de Vermont[34]
- George Dewey, almirante[35]
- Maud Durbin, atriz e esposa de Otis Skinner
- Harold "Duke" Eaton Jr., juiz da Suprema Corte, Estado de Vermont
- Elon Farnsworth, procurador-geral de Michigan[36]
- Robert Hager, jornalista de televisão[37]
- Benjamin Tyler Henry, armeiro e fabricante[6]
- Rebecca Hammond Lard, poeta de Indiana[38]
- Charles Marsh, congressista dos EUA[39]
- George Perkins Marsh, ambientalista[40]
- Joseph A. Mower, general[41]
- Hiram Powers, escultor[42]
- Origen D. Richardson, político[43]
- Laurance Rockefeller, financista e proprietário do Woodstock Inn[18]
- Otis Skinner, ator[44]
- Benjamin Swan, que mais serviu o tesoureiro do estado de Vermont[45]
- Andrew Tracy, congressista dos EUA[46]
- Gwen Verdon, dançarina e atriz[47]
- Peter T. Washburn, 31º governador de Vermont[48]
- Hezekiah Williams, congressista dos EUA[49]
- Norman Williams, auditor de contas de Vermont e secretário de estado de Vermont[50]
- Daphne Zuniga, atriz de cinema e televisão[51]

## Na cultura popular
- Vários filmes foram filmados em Woodstock ou nos arredores, incluindo o Dr. Cook's Garden (1971),[52] Ghost Story (1981)[53] e Funny Farm (1988).[54]

## Locais de interesse
- Fazenda e Museu Billings
- Ponte coberta de Lincoln, construída em 1877
- Parque Histórico Nacional Marsh-Billings-Rockefeller
- F. H. Gillingham & Sons, desde 1886.
- Ponte coberta média, construída em 1969
- Ponte coberta de Taftsville, construída em 1836
- Primeira Igreja Congregacional de Woodstock, Vermont, a Igreja Histórica de Marsh-Billings-Rockefeller
- Teatro da Prefeitura
- Sociedade Histórica de Woodstock e Museu da Casa de Dana

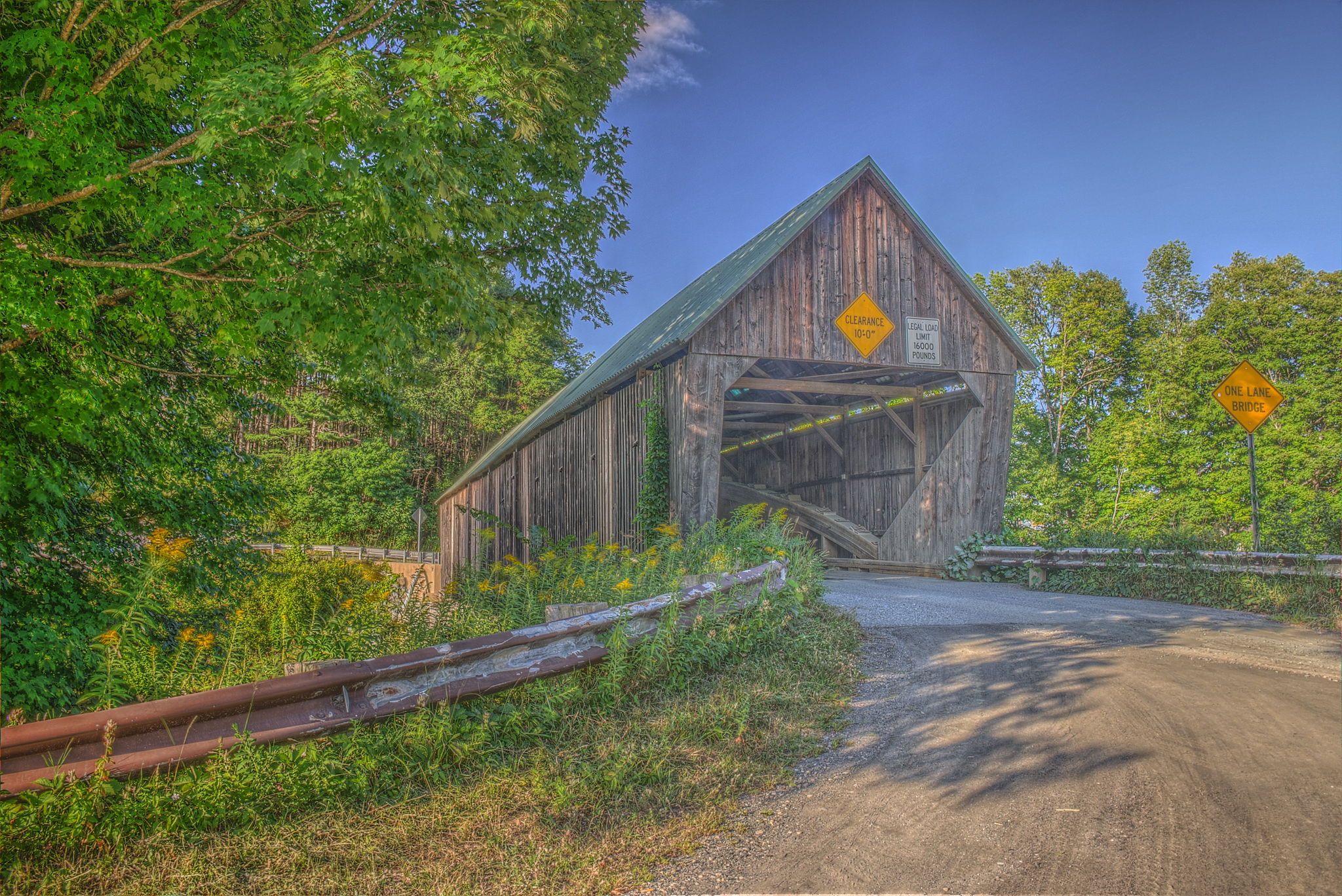
Ponte coberta de Lincoln
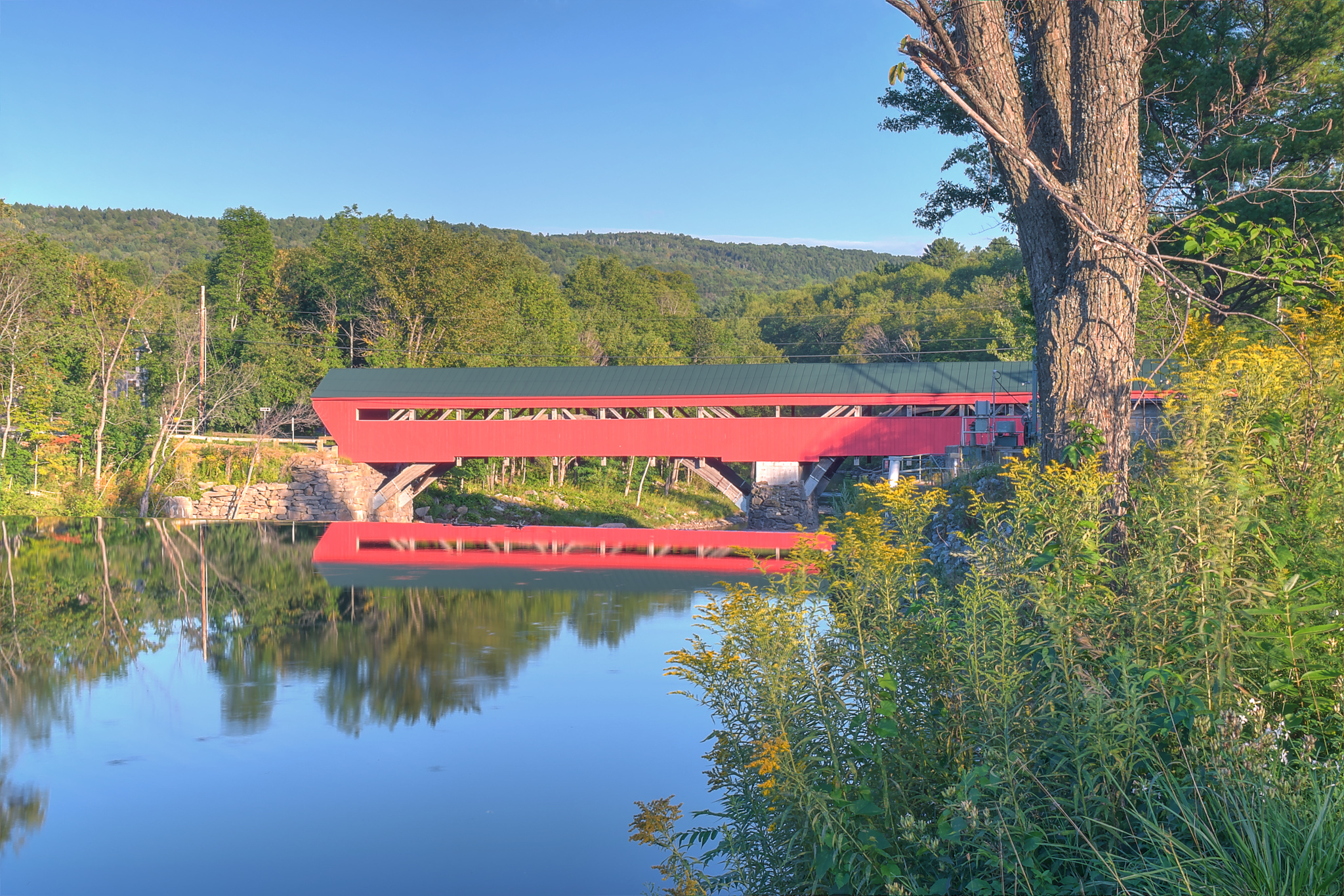
Ponte coberta de Taftsville